# Fantasy Records : série 3-200 ou 3200 Twelve Inch
La série 3-200 ou 3200 Twelve Inch est une nomenclature de référence des disques LP 33™ (10 ou 12") parus sous le label Fantasy Records. La numérotation est en principe chronologique par ordre de parution.

## Fantasy Records: série 3-200 ou 3200 Twelve Inch
La série 3-200 ou 3200 Twelve Inch recense 176 références de pressage dont 2 demeurant non identifées.
Sur les premiers disques de cette série, figure la mention en toutes lettres Long Playing Microgroove.
L'année 1956 est propice à un certain nombre de réédition précédemment édités au format 10". On trouve des albums recomposés à partir d'anciens titres et des albums mixtes avec en général une plage (= face « A » ou « B ») de disque vinyle consacré à chacun des deux artistes de l'album ou deux albums d'un même artiste. Cette année voit aussi la suppression du tiret après le chiffre « 3 » dans les références disques.
Cette nomenclature couvre 175 références sur une période allant de 1954 à 1967, avec ensuite, un glissement partiel des artistes vers les séries 5000, 8000 et 9000.
Elle est marquée par les artistes comme Cal Tjader, Vince Guaraldi, Mongo Santamaria, Korla Pandit, Joe Loco pianiste de Machito et un certain nombre de rééditions régulières dont les références de renvoi sont précisées en « notes et références ».
Au début des années 1960, on constatera que plusieurs albums d'artistes différents ont été enregistrés avec une date de sortie différée dans le temps (allant jusqu'à pratiquement 2 ans).

## Catalogue discographique paru sous ce label

### Année 1954: Disques LP 33cm (ou 12")
- F 3-201 : The Herdsmen - Play Paris[1]
- F 3-202 : Cal Tjader - Mambo With Tjader
- F 3-203 : Pete Terrace Quintet - Plays Joe Loco arrangements : Going Loco
- F 3-204 : Dave Brubeck - Trio[2]
- F 3-205 : Dave Brubeck - Distinctive Rhythm Instrumentals[3]

### Année 1955: Disques LP 33cm (ou 12")
- F 3-206 : Elliot Lawrence - Plays Gerry Mulligan Arrangements
- F 3-207 : The Honey Dreamers - Sing Gershwin
- F 3-208 : Red Rodney - Modern Music From Chicago
- F 3-209 : Dennis & Adolph Sandole - Modern Music From Philadelphia
- F 3-210 : Dave Brubeck - Jazz At The Black Hawk[4]
- F 3-211 : Cal Tjader - Tjader Plays Tjazz[5]
- F 3-212 : Lucy Reed - The Singing Reed
- F 3-213 : Ron Crotty, Jerry Dodgion, Vince Guaraldi - Modern Music From San Francisco
- F 3-214 : Jerry Coker - Modern Music From Indiana University
- F 3-215 : Pete Terrace Quintet - Invitation To The Mambo
- F 3-216 : Cal Tjader - Plays Afro-Cuban : Ritmo Caliente[6].

### Année 1956: Disques LP 33cm (ou 12")
- F 3-217 : Earl Hines - "Fatha" Plays "Fats"
- F 3-218 : Red Norvo - With Strings
- F 3-219 : Elliot Lawrence - Plays Tiny Kahn And Johnny Mandel Arrangements
- F 3-220 : Gerry Mulligan + Paul Desmond - Mulligan Quartet / The Paul Desmond Quintet[7]
- F 3-221 : Cal Tjader - Tjader Plays Mambo[8]
- F 3-222 : Brew Moore - The Brew Moore Quintet
- F 3-223 : Dave Brubeck - Jazz At The College Of The Pacific[9]
- F 3-224 : Charlie Mariano, Nat Pierce & Dick Collins - The Nat Pierce-Dick Collins Nonet / The Charlie Mariano Sextet[10]
- F 3-225 : Vince Guaraldi - Vince Guaraldi Trio
- F 3-226 : Elliot Lawrence - Dream
- F 3-227 : Cal Tjader - Cal Tjader Quartet
- F 3-228 : John LaPorta - Conceptions
- F 3-229 : Dave Brubeck & Paul Desmond - Brubeck Desmond[11].
- F 3-230 : Dave Brubeck - Dave Brubeck Quartet[12].
- F 3-231 : Les Strand - On The Baldwin Organ
- F 3232 : Cal Tjader - Cal Tjader Quintet
- F 3233 : Gus Mancuso - Introducing Gus Mancuso
- F 3234 : Pete Terrace - The Pete Terrace Quintet[13]
- F 3235 : Paul Desmond - The Paul Desmond Quartet Featuring Don Elliott
- F 3236 : Elliot Lawrence - Swinging At The Steel Pier
- F 3237 : John LaPorta - South American Brothers
- F 3238 : Earl Hines - Earl "Fatha" Hines Solo

### Année 1957: Disques LP 33cm (ou 12")
- F 3239 : Dave Brubeck - Octet[14]
- F 3240 : Dave Brubeck & Paul Desmond - Jazz At Storyville[15]
- F 3241 : Cal Tjader - Jazz at The Blackhawk
- F 3242 : Les Strand - Plays Jazz Classics On The Baldwin Organ
- F 3243 : Lucy Reed - This Is Lucy Reed
- F 3244 : Red Norvo - The Red Norvo Trios[16]
- F 3245 : Dave Brubeck - Jazz At Oberlin[17]
- F 3246 : Elliot Lawrence - Plays For Swinging Dancers
- F 3247 : Eddie Duran - Eddie Duran Jazz Guitarist
- F 3248 : John La Porta - The Clarinet Artistry Of John La Porta
- F 3249 : Dave Brubeck & Paul Desmond - At Wilshire-Ebell
- F 3250 : Cal Tjader - Cal Tjader's Latin Kick
- F 3251 : Dennis Sandole - Compositions And Arrangements For Guitar
- F 3252 : Odetta - Odetta[18]
- F 3253 : Cal Tjader - Cal Tjader
- F 3254 : Sonny Terry & Brownie McGhee - Sonny Terry & Brownie McGhee
- F 3255 : Best Of The Blues – (Compilation "Various artists")
- F 3256 : Les Strand - Plays Duke Ellington
- F 3257 : Vince Guaraldi - A Flower Is A Lovesome Thing
- F 3258 : Anson Weeks - Dancin' With Anson At The Sheraton Palace
- F 3259 : Dave Brubeck - Plays And Plays And Plays And...
- F 3260 : Jean Hoffman - Sings & Swings
- F 3261 : Elliot Lawrence - Dream On... Dance On
- F 3262 : Cal Tjader - Mas Ritmo Caliente !
- F 3263 : Bill Harris - And His Friends

### Année 1958: Disques LP 33cm (ou 12")
- F 3264 : Brew Moore - Brew Moore
- F 3265 : Paul Miller - The Good Old Days : 32 All Time Greats
- F 3266 : Cal Tjader & Stan Getz - Sextet
- F 3267 : Mongo Santamaria - Yambu
- F 3268 : Dave Brubeck, Paul Desmond & Dave Van Kriedt - Reunion [colored cover] / Re-union [black & white cover]
- F 3269 : Anson Weeks - Memories Of Dancin' With Anson
- F 3270 : San Francisco Harry - 30 Barbary Coast Favorites
- F 3271 : Cal Tjader - San Francisco Moods
- F 3272 : Korla Pandit - Plays Music Of The Exotic East
- F 3273 : Albert White - Your Father's Moustache: Over There
- F 3274 : Paul Miller (San Francisco Marching, Trotting & Walking Band) - The Spirit Of The 20's
- F 3275 : Cal Tjader - Cal Tjader's Latin Concert
- F 3276 : Paul Miller (San Francisco Marching, Trotting & Walking Band) - Concert In The Park
- F 3277 : Joe Loco - Cha Cha Cha
- F 3278 : Cal Tjader - Tjader Plays Tjazz[19]
- F 3279 : Cal Tjader - Latin for Lovers With Strings
- F 3280 : Joe Loco - Going Loco[20]
- F 3281 : Jean Hoffman - Jean Hoffman
- F 3282 : Gus Mancuso - Music From New Faces[21]

### Année 1959: Disques LP 33cm (ou 12")
- F 3283 : Cal Tjader - A Night At The Blackhawk
- F 3284 : Korla Pandit - Latin Holiday
- F 3285 : Joe Loco - Olé, Olé, Olé
- F 3286 : Korla Pandit - At The Pipe Organ
- F 3287 : Paul Miller - Our Leader : Banjo Picking
- F 3288 : Korla Pandit - Tropical Magic
- F 3289 : Cal Tjader - Goes Latin[22]
- F 3290 : Elliot Lawrence - Big Band Sound[23]
- F 3291 : Mongo Santamaria - Mongo
- F 3292 : Albert White - Your Father's Moustache (Vol. 2)
- F 3293 : Korla Pandit - Speak To Me Of Love
- F 3294 : Joe Loco - Latin Jewels
- F 3295 : Cal Tjader - Cal Tjader's Concert By The Sea
- F 3296 : Sonny Terry & Brownie McGhee - Just a Closer Walk with Thee
- F 3297 : Anson Weeks - Anson's Back! More Dancin' With Anson
- F 3298 : Dave Brubeck & Paul Desmond - Two Knights At The Blackhawk[24]

### Année 1960: Disques LP 33cm (ou 12")
- F 3299 : Cal Tjader - Concert On The Campus
- F 3300 : Albert White - By Request
- F 3301 : Dave Brubeck - Brubeck à la mode
- F 3302 : Mongo Santamaria - Our Man In Havana
- F 3303 : Joe Loco - The Best Of Joe Loco (compilation)
- F 3304 : Korla Pandit - In Concert : An Evening With Korla Pandi
- F 3305 : The Mastersounds - Swinging With The Mastersounds
- F 3306 : Anson Weeks - Cruising With Anson
- F 3307 : Cal Tjader - Cal Tjader Quartet[25]
- F 3308 : The Montgomery Brothers - The Montgomery Brothers
- F 3309 : Cal Tjader - Demasiado Caliente
- F 3310 : Cal Tjader - West Side Story
- F 3311 : Mongo Santamaria - Mongo In Havana
- F 3312 : Bob Wellman - Dancing At The Mark
- F 3313 : Cal Tjader - Cal Tjader (compilation?)
- F 3314 : Mongo Santamaria - ¡Sabroso! Charanga y Pachanga
- F 3315 : Cal Tjader - Live and Direct[26]

### Année 1961: Disques LP 33cm (ou 12")
- F 3316 : The Mastersounds - A Date With The Mastersounds
- F 3317 : Sonny Terry & Brownie McGhee - Blues & Shouts
- F 3318 : Francisco Aguabella - Dance The Latin Way
- F 3319 : Dave Brubeck & Bill Smith - Brubeck-Smith : Near-Myth
- F 3320 : Korla Pandit - Music Of Mystery And Romance[27]
- F 3321 : Joe Loco - Pachanga With Joe Loco
- F 3322 : Paul Miller - Roaring Twenties
- F 3323 : The Montgomery Brothers - In Canada
- F 3324 : Mongo Santamaria - Arriba! La Pachanga
- F 3325 : Cal Tjader & Mary Stallings - Mary Stallings Sings, Cal Tjader Plays
- F 3326 : Cal Tjader - Mambo With Tjader[28]
- F 3327 : Korla Pandit - Love Letters[27]
- F 3328 : Mongo Santamaria - Mas Sabroso
- F 3329 : Korla Pandit - Hypnotique
- F 3330 : Cal Tjader - Plays Harold Arlen
- F 3331 : Dave Brubeck - Trio Featuring Cal Tjader[29]
- F 3332 : Dave Brubeck & Cal Tjader - Brubeck Tjader[30]
- F 3333 : Anson Weeks - Dancin' At Anson's
- F 3334 : Korla Pandit - Music Of Hollywood[27]
- F 3335 : Mongo Santamaria - ¡Viva Mongo!
- F 3336 : Stan Wilson - Goes To College

### Année 1962: Disques LP 33cm (ou 12")
- F 3337 : Vince Guaraldi - Jazz Impressions Of Black Orpheus ∫ (1er titre) puis Cast Your Fate To The Wind[31]
- F 3338 : Anson Weeks - Come Dancin' With Anson At The Mark
- F 3339 : Cal Tjader - Latino[27]
- F 3340 : Sonny Terry & Brownie McGhee - Sonny & Brownie At Sugar Hill
- F 3341 : Cal Tjader - Concert By The Sea Vol 2
- F 3342 : Korla Pandit - Music For Meditation[32]
- F 3343 : Benny Velarde Orchestra - Ay Que Rico
- F 3344 : Goodwill Singers - Goodwill Singers
- F 3345 : Odetta - Odetta with Larry Mohr
- F 3346 : Stan Wilson - Stan Wilson at the Hungry i
- F 3347 : Korla Pandit - Korla Pandit In Paris[32]
- F 3348 : Cal Tjader / Stan Getz Sextet[33]
- F 3349 : Bola Sete - Bossa Nova
- F 3350 : Korla Pandit - Christmas With Korla Pandit[32]

éléments manquant d'information pour attribution
- 1962 : Joe Loco - Pin Pon, Bon Bon

### Année 1963: Disques LP 33cm (ou 12")
- F 3351 : Mongo Santamaria - Mighty Mongo
- F 3352 : Vince Guaraldi - In Person
- F 3353
- F 3354 : Mongo Santamaría -Mighty Mongo
- F 3355 : Anson Weeks - Reminiscing At The Mark
- F 3356 : Vince Guaraldi & Bola Sete - Vince Guaraldi, Bola Sete and Friends

### Année 1964: Disques LP 33cm (ou 12")
- F 3357 : Paul Bryant - "Something's Happening" with Paul Bryant
- F 3358 : Bola Sete - Tour De Force
- F 3359 : Vince Guaraldi - Jazz Impressions
- F 3360 : Vince Guaraldi - The Latin Side Of Vince Guaraldi
- F 3361 : Washboard Three - The Goodtime
- F 3362 : Vince Guaraldi / Bola Sete - From All Sides
- F 3363 : Paul Bryant - Groove Time

### Année 1965: Disques LP 33cm (ou 12")
- F 3364 : Bola Sete - The Incomparable Bola Sete
- F 3365 : Jack Bedient & The Chessmen - Live At Harvey's
- F 3366 : Cal Tjader -  Cal Tjader's Greatest Hits Vol. 1
- F 3367 : Vince Guaraldi - At Grace Cathedral

### Année 1966: Disques LP 33cm (ou 12")
- F 3368 : Abe Battat at the Piano - Once Around the Block
- F 3369 : Bola Sete - The Solo Guitar
- F 3370 :
- F 3371 : Vince Guaraldi/Bola Sete - Live At El Matador
- F 3372 : Dave Brubeck - Dave Brubeck's Greatest Hits
- F 3373 : Mongo Santamaria - Mongo's Greatest Hits

### Année 1967: Disques LP 33cm (ou 12")
- F 3374 : Cal Tjader -  Cal Tjader's Greatest Hits Vol. 2
- F 3375 : Bola Sete And His New Brazilian Trio - Autêntico!
- F 3376 : Montgomery Brothers - Wes' Best

En 1967, Fantasy Records met fin à la production de LP 33™ édités en version en version Monophonique. Cette série 3-200 ou 3200 Twelve Inch s'achève sur une compilation de Cal Tjader, l'auteur vedette, en guise adieu et de remerciement à ceux qui ont contribué au succès de cette aventure musicale.
NB : Les albums à partir de 1962, sont plus difficiles à trouver. On trouve peu d'information à leur sujet en général car la série s'est trouvé rapidement en concurrence avec la série F 8000 en stéréo haute fidélité et qui comprend de nombreuses rééditions de la série F 3000.